# III liga polska w piłce siatkowej mężczyzn (2021/2022)
III liga polska w piłce siatkowej mężczyzn 2021/2022 – rozgrywki czwartej w hierarchii - po PLS (PlusLidze i Tauron 1. Lidze) i II lidze - klasy męskich ligowych rozgrywek siatkarskich w Polsce. Rywalizacja w niej toczy się - co sezon, systemem ligowym - o awans do II ligi, a za jej prowadzenie odpowiadają Wojewódzkie Związki Piłki Siatkowej. W niektórych województwach gra się rundy play-off. Najlepsze dwie drużyny każdego z województw mają prawo wystąpić w turniejach o awans do II ligi organizowanych przez Polski Związek Piłki Siatkowej - półfinałowych i finałowych. W każdym turnieju niezależnie od etapu udział biorą 4 drużyny, w półfinałowych 2 najlepsze z każdego z turniejów awansują dalej, a w turniejach finałowych tylko najlepsza drużyna każdego z turniejów awansuje finalnie do II ligi. W niektórych województwach najsłabsze drużyny są relegowane do IV ligi, jeśli w danym województwie ona funkcjonuje.

## Rozgrywki wojewódzkie

### Dolnośląski ZPS

#### Runda zasadnicza
| L.p. | Zespół                          | M  | P  | LZ | S     | MP        |
| ---- | ------------------------------- | -- | -- | -- | ----- | --------- |
| 1.   | KPS Chełmiec Wałbrzych II       | 20 | 43 | 16 | 53:30 | 1853:1743 |
| 2.   | KP TechniSat Oborniki Śląskie   | 20 | 42 | 13 | 49:27 | 1740:1598 |
| 3.   | NKS START Namysłów              | 20 | 41 | 14 | 48:25 | 1655:1501 |
| 4.   | UKS Tygrysy Strzelin            | 20 | 41 | 13 | 48:32 | 1805:1715 |
| 5.   | WKS Volley Wilczyce             | 20 | 40 | 14 | 47:24 | 1658:1495 |
| 6.   | BTS Elektros Bolesławiec        | 20 | 32 | 12 | 43:38 | 1725:1709 |
| 7.   | LZS Średzianin Środa Śląśka     | 20 | 31 | 10 | 35:37 | 1603:1596 |
| 8.   | Chemeko-System Gwardia Wrocław  | 20 | 22 | 7  | 31:46 | 1671:1741 |
| 9.   | KPS Faraon Ziębice              | 20 | 14 | 4  | 24:51 | 1527:1746 |
| 10.  | SKFiS "Kudowianka" Kudowa Zdrój | 20 | 12 | 4  | 20:54 | 1524:1708 |
| 11.  | JKS Spartakus Jawor             | 20 | 12 | 3  | 21:55 | 1550:1759 |

#### Turniej finałowy
| L.p. | Zespół                        | M | P | LZ | S   | MP      |
| ---- | ----------------------------- | - | - | -- | --- | ------- |
| 1.   | WKS Volley Wilczyce           | 3 | 6 | 3  | 9:2 | 262:216 |
| 2.   | KPS Chełmiec Wałbrzych II     | 3 | 5 | 2  | 8:5 | 289:270 |
| 3.   | UKS Tygrysy Strzelin          | 3 | 4 | 1  | 5:6 | 236:242 |
| 4.   | KP TechniSat Oborniki Śląskie | 3 | 3 | 0  | 0:9 | 172:231 |

     zespół zgłoszony do turniejów półfinałowych

### Kujawsko-Pomorski ZPS
| Lp. | Zespół                                 | Mecze | Pkt | Zw. | Sety + | Sety - | pkt + | pkt - |
| --- | -------------------------------------- | ----- | --- | --- | ------ | ------ | ----- | ----- |
| 1   | BKS Chemik Bydgoszcz II                | 4     | 10  | 3   | 11     | 3      | 332   | 253   |
| 2   | KS Stal Grudziądz                      | 4     | 8   | 3   | 9      | 5      | 315   | 290   |
| 3   | KOLIBRY - SKS OLENDER WIELKA NIESZAWKA | 4     | 0   | 0   | 0      | 12     | 196   | 300   |

     zespół zgłoszony do turniejów półfinałowych

### Lubelski ZPS

#### Runda zasadnicza
| Miejsce | Zespół                 | Mecze | Punkty | W. | P. | Sety  | Małe punkty |
| ------- | ---------------------- | ----- | ------ | -- | -- | ----- | ----------- |
| 1       | AKS Karol KUL          | 10    | 24     | 9  | 1  | 29:13 | 950:803     |
| 2       | LKS Cisy Nałęczów      | 10    | 24     | 8  | 2  | 26:11 | 875:794     |
| 3       | Arka Tempo Chełm II    | 10    | 17     | 6  | 4  | 24:19 | 962:917     |
| 4       | KS CKFiS Bełżyce       | 10    | 17     | 5  | 5  | 21:19 | 851:850     |
| 5       | KS Powiślak Końskowola | 10    | 7      | 2  | 8  | 10:24 | 709:782     |
| 6       | AZS AWF Biała Podlaska | 10    | 1      | 0  | 10 | 6:30  | 693:894     |

#### Runda Play-off

##### O miejsca 1-4 (dwumecz)
| Drużyna 1         | Wyniki spotkań | Drużyna 2           |
| ----------------- | -------------- | ------------------- |
| KS CKFiS Bełżyce  | 3:1, 0:3       | AKS Karol KUL       |
| LKS Cisy Nałęczów | 0:3, 2:3       | Arka Tempo Chełm II |

##### O miejsca 3-4 (dwumecz)
| Drużyna 1        | Wyniki spotkań | Drużyna 2         |
| ---------------- | -------------- | ----------------- |
| KS CKFiS Bełżyce | 1:3, 0:3       | LKS Cisy Nałęczów |

##### O miejsca 1-2 (dwumecz)
| Drużyna 1     | Wyniki spotkań | Drużyna 2           |
| ------------- | -------------- | ------------------- |
| AKS Karol KUL | 3:1, 3:0       | Arka Tempo Chełm II |

     zespół zgłoszony do turniejów półfinałowych

### Lubuski ZPS
| Pozycja | Drużyna                              | Pkt | Mecze | Zw | Prz | Sety+ | Sety- | Punkty+ | Punkty- |
| ------- | ------------------------------------ | --- | ----- | -- | --- | ----- | ----- | ------- | ------- |
| 1       | KU AZS Uniwersytetu Zielonogórskiego | 36  | 14    | 12 | 2   | 38    | 10    | 1162    | 956     |
| 2       | A.Z. Iwaniccy Gubin                  | 34  | 14    | 11 | 3   | 39    | 14    | 1248    | 1058    |
| 3       | KS Atak Gorzów Wlkp.                 | 23  | 14    | 8  | 6   | 26    | 23    | 1092    | 1107    |
| 4       | SMS Police                           | 23  | 14    | 8  | 6   | 28    | 25    | 1175    | 1143    |
| 5       | UKS Żak Krzeszyce                    | 20  | 14    | 7  | 7   | 25    | 27    | 1178    | 1204    |
| 6       | UKS 13 LO VII Zielona Góra           | 19  | 14    | 6  | 8   | 22    | 25    | 1060    | 1035    |
| 7       | MSKS Orion Sulechów                  | 11  | 14    | 4  | 10  | 17    | 35    | 1091    | 1259    |
| 8       | UKS Set Gorzów Wlkp.                 | 2   | 14    | 0  | 14  | 6     | 42    | 932     | 1176    |

     zespół zgłoszony do turniejów półfinałowych

### Łódzki ZPS

#### Runda zasadnicza
| Lp. | Zespół                            | Mecze | Pkt | Sety + | Sety - | pkt + | pkt - |
| --- | --------------------------------- | ----- | --- | ------ | ------ | ----- | ----- |
| 1   | Tubądzin Volley MOSiR Sieradz     | 18    | 48  | 50     | 12     | 1473  | 1179  |
| 2   | KS Lechia Tomaszów Maz. TCS II    | 18    | 44  | 46     | 13     | 1354  | 1118  |
| 3   | KS WIFAMA Łódź                    | 18    | 32  | 41     | 29     | 1557  | 1458  |
| 4   | Madej-Bud Kasztelan Rozprza       | 18    | 32  | 36     | 30     | 1495  | 1444  |
| 5   | PGE SKRA Bełchatów II             | 18    | 31  | 36     | 26     | 1406  | 1296  |
| 6   | VOLLEY TEAM Żychlin               | 18    | 30  | 33     | 26     | 1332  | 1326  |
| 7   | SMS PZPS Spała III                | 18    | 29  | 33     | 32     | 1454  | 1429  |
| 8   | METPRIM Volley Radomsko           | 18    | 11  | 18     | 49     | 1315  | 1568  |
| 9   | UKS Akademia Siatkówki Zduńska W. | 18    | 8   | 12     | 49     | 1211  | 1469  |
| 10  | MKS Volley Żelazny Opoczno        | 18    | 5   | 13     | 52     | 1278  | 1588  |

#### Turniej finałowy
| Lp. | Zespół                         | Mecze | Pkt | Sety + | Sety - | pkt + | pkt - |
| --- | ------------------------------ | ----- | --- | ------ | ------ | ----- | ----- |
| 1   | Tubądzin Volley MOSiR Sieradz  | 3     | 6   | 9      | 1      | 244   | 200   |
| 2   | KS Lechia Tomaszów Maz. TCS II | 3     | 5   | 7      | 5      | 269   | 251   |
| 3   | KS WIFAMA Łódź                 | 3     | 4   | 3      | 7      | 224   | 243   |
| 4   | Madej-Bud Kasztelan Rozprza    | 3     | 3   | 3      | 9      | 239   | 282   |

     zespół zgłoszony do turniejów półfinałowych

### Małopolski ZPS

#### Runda 1
| Lp. | Zespół                   | Mecze | Pkt | Sety + | Sety - | pkt + | pkt - | adnotacje                                  |
| --- | ------------------------ | ----- | --- | ------ | ------ | ----- | ----- | ------------------------------------------ |
| 1   | KS GRÓD CZOP Podegrodzie | 7     | 19  | 20     | 5      | 595   | 481   |                                            |
| 2   | WKS WAWEL Kraków         | 7     | 15  | 18     | 9      | 606   | 525   |                                            |
| 3   | GKPS Gorlice             | 7     | 14  | 16     | 9      | 575   | 516   |                                            |
| 4   | SMS SPARTA AGH Kraków    | 7     | 13  | 17     | 11     | 614   | 574   |                                            |
| 5   | GSKS Laskowa             | 7     | 10  | 12     | 13     | 556   | 579   |                                            |
| 6   | UMKS KĘCZANIN Kęty II    | 7     | 10  | 11     | 14     | 501   | 560   | wycofanie się z ligi po zakończeniu sezonu |
| 7   | MKS GRYF Brzesko         | 7     | 2   | 4      | 20     | 491   | 574   |                                            |
| 8   | AS Niepołomice           | 7     | 1   | 4      | 21     | 469   | 598   |                                            |

     spadek do IV ligi

#### Runda 2
| Lp. | Zespół                   | Mecze | Pkt | Sety + | Sety - | pkt + | pkt - | adnotacje                                  |
| --- | ------------------------ | ----- | --- | ------ | ------ | ----- | ----- | ------------------------------------------ |
| 1   | KS GRÓD CZOP Podegrodzie | 10    | 26  | 28     | 11     | 928   | 830   |                                            |
| 2   | GKPS Gorlice             | 10    | 23  | 25     | 12     | 876   | 794   |                                            |
| 3   | WKS WAWEL Kraków         | 10    | 17  | 21     | 17     | 847   | 827   | wycofanie się z ligi po zakończeniu sezonu |
| 4   | SMS SPARTA AGH Kraków    | 10    | 11  | 18     | 24     | 896   | 937   |                                            |
| 5   | SKAWA Wadowice           | 10    | 10  | 17     | 25     | 917   | 960   |                                            |
| 6   | GSKS Laskowa             | 10    | 3   | 10     | 30     | 819   | 935   |                                            |

     zespół zgłoszony do turniejów półfinałowych
     spadek do IV ligi

### Mazowiecko-Warszawski ZPS
| Lp. | Zespół                                      | Mecze | Pkt | Zw. | Sety + | Sety - | pkt + | pkt - | adnotacje                                  |
| --- | ------------------------------------------- | ----- | --- | --- | ------ | ------ | ----- | ----- | ------------------------------------------ |
| 1   | SKS Iskra Warszawa                          | 18    | 47  | 16  | 50     | 14     | 1544  | 1194  |                                            |
| 2   | MJK Kobyłka                                 | 18    | 44  | 15  | 46     | 19     | 1553  | 1389  |                                            |
| 3   | Żyrardowskie Stowarzyszenie Siatkówki "Len" | 18    | 41  | 13  | 45     | 20     | 1539  | 1286  |                                            |
| 4   | SPS Volley Ostrołęka                        | 18    | 35  | 11  | 42     | 27     | 1600  | 1359  |                                            |
| 5   | GKS JAGUAR Wolanów                          | 18    | 26  | 9   | 32     | 34     | 1472  | 1477  |                                            |
| 6   | UKS Herkules Sulejówek                      | 18    | 22  | 8   | 30     | 37     | 1449  | 1528  |                                            |
| 7   | Wisła Płock                                 | 18    | 18  | 7   | 27     | 42     | 1469  | 1579  | wycofanie się z ligi po zakończeniu sezonu |
| 8   | Bór Regut                                   | 18    | 17  | 5   | 27     | 44     | 1488  | 1609  | wycofanie się z ligi po zakończeniu sezonu |
| 9   | WTS Klondaik Warka                          | 18    | 13  | 4   | 19     | 45     | 1252  | 1517  |                                            |
| 10  | KS Zawkrze Mława                            | 18    | 7   | 2   | 14     | 50     | 1108  | 1536  |                                            |

     zespół zgłoszony do turniejów półfinałowych
     spadek do IV ligi

### Opolski ZPS
| Drużyna 1 | Wyniki spotkań            | Drużyna 2      |
| --------- | ------------------------- | -------------- |
| SPS Walce | 3:2, 0:3 (złoty set 15:9) | Start Namysłów |

     zespół zgłoszony do turniejów półfinałowych

### Podkarpacki ZPS

#### Runda zasadnicza
| Lp. | Zespół                         | Mecze | Pkt | Sety + | Sety - | pkt + | pkt - |
| --- | ------------------------------ | ----- | --- | ------ | ------ | ----- | ----- |
| 1   | ProSport Marmax Czudec         | 20    | 49  | 53     | 18     | 1692  | 1460  |
| 2   | SST Lubcza Racławówka          | 20    | 48  | 54     | 23     | 1804  | 1580  |
| 3   | MKS Wisłok Strzyżów            | 20    | 42  | 46     | 24     | 1620  | 1519  |
| 4   | TKF Anilana Rakszawa           | 20    | 38  | 46     | 32     | 1738  | 1666  |
| 5   | KLIMA Błażowa                  | 20    | 30  | 39     | 37     | 1727  | 1710  |
| 6   | LKS Głogovia Głogów Młp.       | 20    | 27  | 36     | 37     | 1634  | 1630  |
| 7   | AKS V LO Rzeszów II            | 20    | 25  | 32     | 44     | 1673  | 1702  |
| 8   | TSV Sanok                      | 20    | 24  | 29     | 42     | 1547  | 1643  |
| 9   | TKS Żagiel Radymno             | 20    | 23  | 34     | 46     | 1714  | 1806  |
| 10  | Renga SST Sportur Gmina Łańcut | 20    | 22  | 30     | 44     | 1587  | 1664  |
| 11  | KPS Siarka Tarnobrzeg          | 20    | 2   | 8      | 60     | 1298  | 1654  |

     spadek do IV ligi

#### Turniej finałowy
| Lp. | Zespół                 | Mecze | Pkt | Sety + | Sety - | pkt + | pkt - |
| --- | ---------------------- | ----- | --- | ------ | ------ | ----- | ----- |
| 1   | SST Lubcza Racławówka  | 3     | 9   | 9      | 2      | 276   | 243   |
| 2   | ProSport Marmax Czudec | 3     | 6   | 7      | 4      | 268   | 226   |
| 3   | TKF Anilana Rakszawa   | 3     | 3   | 4      | 6      | 223   | 220   |
| 4   | MKS Wisłok Strzyżów    | 3     | 0   | 1      | 9      | 170   | 248   |

     zespół zgłoszony do turniejów półfinałowych

### Podlaski ZPS
| L.p. | Zespół                  | punkty | sety | St.setów | Małe pkt. | St.m.pkt | Mecze |
| ---- | ----------------------- | ------ | ---- | -------- | --------- | -------- | ----- |
| 1    | SUKSS Suwałki           | 11     | 12:2 | 6.00     | 334:259   | 1.29     | 4     |
| 2    | SAS Sejny               | 5      | 6:9  | 0.67     | 310:321   | 0.97     | 4     |
| 3    | UKS Centrum Augustów II | 2      | 5:12 | 0.42     | 320:384   | 0.83     | 4     |

     zespół zgłoszony do turniejów półfinałowych

### Pomorski ZPS
| MIEJSCE | ZESPOŁY                 | PUNKTY | SETY + | SETY - | PKT + | PKT - | SETY +/- | PKT +/-      |
| ------- | ----------------------- | ------ | ------ | ------ | ----- | ----- | -------- | ------------ |
| 1       | Trefl Gdańsk SA III     | 11     | 13     | 5      | 318   | 269   | 2,6      | 1,182156134  |
| 2       | Jedynka Reda            | 10     | 14     | 14     | 508   | 490   | 1        | 1,036734694  |
| 3       | GKS Stoczniowiec Gdańsk | 7      | 9      | 10     | 400   | 419   | 0,9      | 0,9546539379 |
| 4       | TSS Hydra               | 5      | 7      | 14     | 437   | 485   | 0,5      | 0,9010309278 |

     zespół zgłoszony do turniejów półfinałowych

### Śląski ZPS

#### Runda zasadnicza
| Miejsce | Zespół                                   | Mecze | Pkt | Zw. | Sety + | Sety - | pkt + | pkt - |
| ------- | ---------------------------------------- | ----- | --- | --- | ------ | ------ | ----- | ----- |
| 1       | Klub Sportowy Rudziniec                  | 20    | 55  | 18  | 57     | 8      | 1595  | 1131  |
| 2       | SK Górnik Radlin                         | 20    | 50  | 17  | 53     | 18     | 1665  | 1405  |
| 3       | UKS Volley Team Aquaplus Bobrowniki      | 20    | 41  | 14  | 46     | 28     | 1720  | 1600  |
| 4       | Talent Sferawent Cieszyn                 | 20    | 37  | 12  | 43     | 30     | 1619  | 1560  |
| 5       | Hemarpol Norwid Częstochowa II           | 20    | 34  | 12  | 40     | 33     | 1620  | 1620  |
| 6       | Eco-Team AZS Stoelzle Częstochowa II     | 20    | 26  | 9   | 39     | 47     | 1777  | 1861  |
| 7       | Akademia Talentów Jastrzębski Węgiel II  | 20    | 20  | 7   | 30     | 47     | 1653  | 1785  |
| 8       | LKS Olimpia Włodowice                    | 20    | 20  | 6   | 30     | 48     | 1585  | 1742  |
| 9       | BBTS Włókniarz Bielsko-Biała             | 20    | 19  | 6   | 27     | 50     | 1620  | 1770  |
| 10      | Garbarnia Szczakowa UKS Jedynka Jaworzno | 20    | 16  | 6   | 28     | 52     | 1677  | 1829  |
| 11      | Volley Dąbrowa Górnicza                  | 20    | 12  | 3   | 23     | 55     | 1589  | 1817  |

#### Runda Play-off

##### O miejsca 1-4
| Drużyna 1               | Wynik dwumeczu | Drużyna 2                           |
| ----------------------- | -------------- | ----------------------------------- |
| Klub Sportowy Rudziniec | 2-0            | Talent Sferawent Cieszyn            |
| SK Górnik Radlin        | 2-0            | UKS Volley Team Aquaplus Bobrowniki |

##### O miejsca 3-4
| Drużyna 1                           | Wynik meczu | Drużyna 2                |
| ----------------------------------- | ----------- | ------------------------ |
| UKS Volley Team Aquaplus Bobrowniki | 3:2         | Talent Sferawent Cieszyn |

##### O miejsca 1-2
| Drużyna 1               | Wynik meczu | Drużyna 2        |
| ----------------------- | ----------- | ---------------- |
| Klub Sportowy Rudziniec | 3:0         | SK Górnik Radlin |

     zespół zgłoszony do turniejów półfinałowych

### Świętokrzyski ZPS
| Lp. | Zespół                      | Mecze | Pkt | Zw. | Sety + | Sety - | pkt + | pkt - | adnotacje                                  |
| --- | --------------------------- | ----- | --- | --- | ------ | ------ | ----- | ----- | ------------------------------------------ |
| 1   | MKS Czarni Połaniec         | 12    | 31  | 11  | 33     | 9      | 1004  | 712   |                                            |
| 2   | KU AZS UJK Kielce           | 12    | 24  | 7   | 28     | 15     | 921   | 863   | wycofanie się z ligi po zakończeniu sezonu |
| 3   | Emeryk SK Nowa Słupia       | 12    | 20  | 7   | 27     | 23     | 1072  | 989   |                                            |
| 4   | Aluron CMC Wybicki Kielce   | 12    | 18  | 6   | 22     | 21     | 977   | 968   |                                            |
| 5   | Lerko Galeria Ciepła Kielce | 12    | 18  | 6   | 23     | 24     | 1024  | 1059  |                                            |
| 6   | Cerrad SMS Starachowice     | 12    | 11  | 4   | 15     | 30     | 926   | 1050  |                                            |
| 7   | Forum Skarżysko Kamienna    | 12    | 4   | 1   | 8      | 34     | 722   | 1005  |                                            |
| 8   | GOKiS Waśniów               | 0     | 0   | 0   | 0      | 0      | 0     | 0     |                                            |

     zespół zgłoszony do turniejów półfinałowych
     spadek do IV ligi

#### Baraż o grę w III lidze (z II drużyną rozgrywek IV ligi)
(do dwóch zwycięstw)
| Drużyna 1                | Stan rywalizacji | Drużyna 2              |
| ------------------------ | ---------------- | ---------------------- |
| Forum Skarżysko Kamienna | 2-0              | SMS Gump Ostrowiec Św. |

### Warmińsko-Mazurski ZPS
| Lp. | Zespół                         | Mecze | Pkt | Sety + | Sety - | pkt + | pkt - |
| --- | ------------------------------ | ----- | --- | ------ | ------ | ----- | ----- |
| 1   | AZS UWM Olsztyn II             | 12    | 36  | 36     | 0      | 907   | 652   |
| 2   | Sunbroker KPS Gietrzwałd       | 12    | 29  | 30     | 11     | 965   | 839   |
| 3   | Team Cresovia Górowo Iławeckie | 12    | 20  | 24     | 21     | 1007  | 1019  |
| 4   | UKS Olimpijczyk Szczytno       | 10    | 12  | 15     | 23     | 781   | 838   |
| 5   | AZS UWM Olsztyn III            | 10    | 10  | 14     | 24     | 809   | 847   |
| 6   | SMS Panorama Działdowo         | 12    | 7   | 13     | 31     | 927   | 1034  |
| 7   | AZS UWM Olsztyn IV             | 10    | 3   | 6      | 28     | 688   | 855   |

     zespół zgłoszony do turniejów półfinałowych

### Wielkopolski ZPS

#### Runda Zasadnicza
| Lp. | Zespół                               | Mecze | Pkt | Zw. | Sety + | Sety - | pkt + | pkt - |
| --- | ------------------------------------ | ----- | --- | --- | ------ | ------ | ----- | ----- |
| 1   | UKS SZAMOTULANIN Szamotuły           | 18    | 42  | 14  | 47     | 19     | 1536  | 1382  |
| 2   | ENEA ENERGETYK Poznań II             | 18    | 39  | 14  | 47     | 27     | 1673  | 1478  |
| 3   | UKS PIĄTKA Turek                     | 18    | 34  | 11  | 42     | 30     | 1642  | 1518  |
| 4   | TARNOVIA VOLLEYBALL Tarnowo Podgórne | 18    | 32  | 12  | 40     | 32     | 1617  | 1574  |
| 5   | GKS Zamek Gołańcz                    | 18    | 32  | 11  | 39     | 32     | 1581  | 1544  |
| 6   | TSK Orzeł Osiek                      | 18    | 30  | 10  | 35     | 31     | 1460  | 1449  |
| 7   | UKS SMS JOKER PIŁA                   | 18    | 29  | 9   | 39     | 35     | 1590  | 1561  |
| 8   | ENEA ENERGETYK Poznań III            | 18    | 13  | 4   | 27     | 49     | 1604  | 1719  |
| 9   | KS VOLLEY ALMAR Wieleń               | 18    | 10  | 3   | 22     | 51     | 1450  | 1681  |
| 10  | UKS SMS JOKER PIŁA II                | 18    | 9   | 2   | 20     | 52     | 1432  | 1679  |

#### Runda 2
| Lp. | Zespół                               | Mecze | Pkt | Zw. | Sety + | Sety - | pkt + | pkt - |
| --- | ------------------------------------ | ----- | --- | --- | ------ | ------ | ----- | ----- |
| 1   | TARNOVIA VOLLEYBALL Tarnowo Podgórne | 2     | 6   | 2   | 6      | 1      | 167   | 148   |
| 2   | UKS PIĄTKA Turek                     | 2     | 5   | 2   | 6      | 2      | 169   | 156   |
| 3   | ENEA ENERGETYK Poznań II             | 2     | 1   | 0   | 2      | 6      | 156   | 169   |
| 4   | UKS SZAMOTULANIN Szamotuły           | 2     | 0   | 0   | 1      | 6      | 148   | 167   |

#### Runda 3
| Lp. | Zespół                               | Mecze | Pkt | Zw. | Sety + | Sety - | pkt + | pkt - |
| --- | ------------------------------------ | ----- | --- | --- | ------ | ------ | ----- | ----- |
| 1   | ENEA ENERGETYK Poznań II             | 2     | 4   | 2   | 6      | 4      | 211   | 201   |
| 2   | TARNOVIA VOLLEYBALL Tarnowo Podgórne | 2     | 3   | 1   | 4      | 3      | 161   | 157   |
| 3   | UKS PIĄTKA Turek                     | 2     | 3   | 1   | 3      | 4      | 157   | 161   |
| 4   | UKS SZAMOTULANIN Szamotuły           | 2     | 2   | 0   | 4      | 6      | 201   | 211   |

     zespół zgłoszony do turniejów półfinałowych

### Zachodniopomorski ZPS
| Lp. | Drużyna                           | Pkt | Mecze | Mecze | Mecze | Rodzaj wyniku | Rodzaj wyniku | Rodzaj wyniku | Rodzaj wyniku | Rodzaj wyniku | Rodzaj wyniku | Sety | Sety | Sety  | Małe punkty | Małe punkty | Małe punkty |
| Lp. | Drużyna                           | Pkt | M     | W     | P     | 3:0           | 3:1           | 3:2           | 2:3           | 1:3           | 0:3           | wyg. | prz. | stos. | zdob.       | str.        | stos.       |
| --- | --------------------------------- | --- | ----- | ----- | ----- | ------------- | ------------- | ------------- | ------------- | ------------- | ------------- | ---- | ---- | ----- | ----------- | ----------- | ----------- |
| 1   | STS SP18 Koszalin                 | 8   | 4     | 4     | 0     | 3             | 0             | 1             | 0             | 0             | 0             | 12   | 2    | 6     | 326         | 261         | 1.25        |
| 2   | UKS SMS Police                    | 6   | 4     | 2     | 2     | 1             | 1             | 0             | 1             | 0             | 1             | 8    | 7    | 1.14  | 340         | 300         | 1.13        |
| 3   | UKS Olimpijczyk Drawsko Pomorskie | 4   | 4     | 0     | 4     | 0             | 0             | 0             | 0             | 1             | 3             | 1    | 12   | 0.08  | 218         | 323         | 0.67        |

     zespół zgłoszony do turniejów półfinałowych
źródło: oficjalne strony Wojewódzkich Związków Piłki Siatkowej

## Turnieje półfinałowe

### Koszalin
| miejsce | drużyna                              | mecze | punkty | sety | małe punkty |
| ------- | ------------------------------------ | ----- | ------ | ---- | ----------- |
| 1       | Tarnovia Volleyball Tarnowo Podgórne | 3     | 6      | 9:0  | 225:165     |
| 2       | STS KOSPEL/SP18 Koszalin             | 3     | 5      | 6:3  | 211:185     |
| 3       | Madej-Bud Kasztelan Rozprza          | 3     | 4      | 3:8  | 217:240     |
| 4       | KS Stal Grudziądz                    | 3     | 3      | 2:9  | 191:254     |

     awans do turnieju finałowego

### Bydgoszcz
| miejsce | drużyna                                    | mecze | punkty | sety | małe punkty |
| ------- | ------------------------------------------ | ----- | ------ | ---- | ----------- |
| 1       | UKS Piątka Turek                           | 3     | 5      | 8:3  | 250:216     |
| 2       | UKS SMS Police                             | 3     | 5      | 6:3  | 203:195     |
| 3       | BKS Chemik Siatkówka Młodzieżowa Bydgoszcz | 3     | 5      | 6:5  | 253:223     |
| 4       | UKS Jedynka Reda                           | 3     | 3      | 0:9  | 157:229     |

     awans do turnieju finałowego

### Suwałki
| miejsce | drużyna                              | mecze | punkty | sety | małe punkty |
| ------- | ------------------------------------ | ----- | ------ | ---- | ----------- |
| 1       | KS Lechia Tomaszów Mazowiecki TCS II | 3     | 6      | 9:1  | 244:193     |
| 2       | SKS Iskra Warszawa                   | 3     | 5      | 7:4  | 253:236     |
| 3       | SUKSS Ślepsk Malow Suwałki II        | 3     | 4      | 4:6  | 217:229     |
| 4       | Sunbroker KPS Gietrzwałd             | 3     | 3      | 0:9  | 169:225     |

     awans do turnieju finałowego

### Sieradz
| miejsce | drużyna                       | mecze | punkty | sety | małe punkty |
| ------- | ----------------------------- | ----- | ------ | ---- | ----------- |
| 1       | AZS UWM Olsztyn II            | 3     | 6      | 9:1  | 245:183     |
| 2       | Tubądzin Volley MOSiR Sieradz | 3     | 5      | 7:5  | 275:261     |
| 3       | MJK Kobyłka                   | 3     | 4      | 5:6  | 229:246     |
| 4       | UKS Szamotulanin Szamotuły    | 3     | 3      | 0:9  | 170:229     |

     awans do turnieju finałowego

### Połaniec
| miejsce | drużyna               | mecze | punkty | sety | małe punkty |
| ------- | --------------------- | ----- | ------ | ---- | ----------- |
| 1       | SST Lubcza Racławówka | 3     | 5      | 7:3  | 247:226     |
| 2       | KS Arka Chełm II      | 3     | 5      | 6:3  | 209:190     |
| 3       | MKS Czarni Połaniec   | 3     | 4      | 5:7  | 255:274     |
| 4       | GKPS Gorlice          | 3     | 4      | 3:8  | 235:256     |

     awans do turnieju finałowego

### Lublin
| miejsce | drużyna                  | mecze | punkty | sety | małe punkty |
| ------- | ------------------------ | ----- | ------ | ---- | ----------- |
| 1       | AKS Karol KUL Lublin     | 3     | 6      | 9:3  | 283:245     |
| 2       | KS Gród CZOP Podegrodzie | 3     | 5      | 8:5  | 278:251     |
| 3       | ProSport Marmax Czudec   | 3     | 4      | 5:6  | 228:233     |
| 4       | Emeryk SK Nowa Słupia    | 3     | 3      | 1:9  | 194:254     |

     awans do turnieju finałowego

### Rudziniec
| miejsce | drużyna                              | mecze | punkty | sety | małe punkty | adnotacje                     |
| ------- | ------------------------------------ | ----- | ------ | ---- | ----------- | ----------------------------- |
| 1       | KS Rudziniec                         | 3     | 6      | 9:0  | 225:146     |                               |
| 2       | UKS Tygrysy Strzelin                 | 3     | 5      | 6:5  | 235:227     |                               |
| 3       | KU AZS Uniwersytetu Zielonogórskiego | 3     | 4      | 4:8  | 255:286     |                               |
| 4       | NKS Start Namysłów                   | 3     | 3      | 3:9  | 228:284     | awans do II ligi decyzją PZPS |

     awans do turnieju finałowego

### Walce
| miejsce | drużyna                             | mecze | punkty | sety | małe punkty |
| ------- | ----------------------------------- | ----- | ------ | ---- | ----------- |
| 1       | WKS Volley Wilczyce                 | 3     | 6      | 9:2  | 260:199     |
| 2       | A.Z. Iwaniccy Gubin                 | 3     | 5      | 8:5  | 287:285     |
| 3       | UKS Volley Team Aquaplus Bobrowniki | 3     | 4      | 4:6  | 215:221     |
| 4       | SPS Walce                           | 3     | 3      | 1:9  | 194:251     |

     awans do turnieju finałowego

## Turnieje finałowe

### Rudziniec
| miejsce | drużyna                              | mecze | punkty | sety | małe punkty | adnotacje          |
| ------- | ------------------------------------ | ----- | ------ | ---- | ----------- | ------------------ |
| 1       | KS Lechia Tomaszów Mazowiecki TCS II | 3     | 6      | 9:1  | 247:139     |                    |
| 2       | KS Rudziniec                         | 3     | 5      | 7:3  | 239:155     | awans decyzją PZPS |
| 3       | STS Kospel/SP18 Koszalin             | 3     | 4      | 3:6  | 183:150     |                    |
| 4       | KS Arka Chełm II                     | 3     | 3      | 0:9  | 0:225       |                    |

     awans do II ligi

### Wilczyce
| miejsce | drużyna                  | mecze | punkty | sety | małe punkty | adnotacje          |
| ------- | ------------------------ | ----- | ------ | ---- | ----------- | ------------------ |
| 1       | WKS Volley Wilczyce      | 3     | 6      | 9:0  | 225:163     |                    |
| 2       | AZS UWM Olsztyn II       | 3     | 5      | 6:5  | 240:241     | awans decyzją PZPS |
| 3       | KS Gród CZOP Podegrodzie | 3     | 4      | 5:6  | 236:242     |                    |
| 4       | UKS SMS Police           | 3     | 3      | 0:9  | 172:227     |                    |

     awans do II ligi

### Racławówka
| miejsce | drużyna                              | mecze | punkty | sety | małe punkty |
| ------- | ------------------------------------ | ----- | ------ | ---- | ----------- |
| 1       | UKS Tygrysy Strzelin                 | 3     | 6      | 9:3  | 278:255     |
| 2       | SST Lubcza Racławówka                | 3     | 4      | 6:6  | 273:261     |
| 3       | Tarnovia Volleyball Tarnowo Podgórne | 3     | 4      | 5:8  | 250:284     |
| 4       | SKS Iskra Warszawa                   | 3     | 4      | 3:6  | 203:204     |

     awans do II ligi

### Lublin
| miejsce | drużyna                       | mecze | punkty | sety | małe punkty | adnotacje          |
| ------- | ----------------------------- | ----- | ------ | ---- | ----------- | ------------------ |
| 1       | Tubądzin Volley MOSiR Sieradz | 3     | 6      | 9:1  | 248:186     |                    |
| 2       | A.Z. Iwaniccy Gubin           | 3     | 5      | 7:3  | 225:219     | awans decyzją PZPS |
| 3       | AKS Karol KUL Lublin          | 3     | 4      | 3:8  | 230:254     |                    |
| 4       | UKS Piątka Turek              | 3     | 3      | 2:9  | 214:258     |                    |

     awans do II ligi